# Källsjön (Söderala socken, Hälsingland)
Källsjön var en sjö söder om Ljusne, nu torrlagd i Söderhamns kommun i Hälsingland och ingår i Ljusnan-Skärjåns kustområde.